# Сеара
Сеара̀ (на португалски: Ceará) е един от 26-те щата на Бразилия. Разположен е в североизточната част на страната. Столицата му е град Форталеза. Сеара е с население от 8 217 085 жители (прибл. оц. 2006 г.) и обща площ от 146 348,30 кв. км.